# Міміношвілі Омарі Ісидорович
Омарі Ісидо́рович (Ісідорович) Міміношві́лі (* 1949) — доктор медичних наук, професор, заслужений діяч науки і техніки України, лауреат Державної премії України в галузі науки і техніки.

## Життєпис
Народився 1949 року в місті Самтредіа (Грузинська РСР); 1966-го закінчив середню школу. Проходив службу в лавах Радянської армії. 1972-го вступив і 1978-го з відзнакою закінчив Донецький державний медичний інститут. Працював у Донецькій обласній клінічній лікарні ім. Калініна ординатором, згодом — завідувачем хірургічного відділення. З 1986 року — асистент кафедри загальної хірургії Донецького державного медичного інституту, потім — доцент цієї ж кафедри. 1985-го захистив кандидатську, а в 1995 році — докторську дисертацію. 1987 року призначений головним проктологом Донецької області.
1996 року обирається професором кафедри госпітальної хірургії Донецького державного медичного інституту, а в 2003-му стає завідувачем кафедри госпітальної хірургії ДонДМУ.
Станом на 2013 рік — заступник директора Інституту невідкладної і відновної хірургії ім. В. К. Гусака НАМН України з лікувально-діагностичної роботи.
Наукові здобутки:
- вперше в Україні розробив і впровадив у клінічну практику електрофізіологічні методи дослідження функціонального стану шлунково-кишкового тракту
- вперше виконав операцію — торакоскопічну перікардектомію
- вперше у світовій практиці виконав операцію торакоскопічної перев'язки вушка лівого передсердя.

Як науковець опублікував понад 350 друкованих праць, 4 монографії, зареєстровано понад 35 патентів на нові методи діагностики захворювань і оперативного втручання.
Нагороди та відзнаки:
- заслужений діяч науки і техніки;
- нагрудний знак «Шахтарська слава» 2-го й 3-го ступеня
- грамоти Національної академії медичних наук України
- грамота й нагрудний знак Міністерства охорони здоров'я України
- грамота й нагрудний знак Верховної Ради України «За охорону здоров'я нації»
- орден «Честь Грузії».

Лауреат Державної премії України в галузі науки і техніки 2013 року — за роботу «Новітні біотехнології в діагностиці, лікуванні і профілактиці захворювань людини», співавтори Буша Вікторія Валеріївна, Гнилорибов Андрій Михайлович, Гринь Владислав Костянтинович, Думанський Юрій Васильович, Ігнатенко Григорій Анатолійович, Кравченко Тетяна Володимирівна, Михаліченко В'ячеслав Юрійович, Попандопуло Андрій Геннадійович, Синяченко Олег Володимирович.